# W87

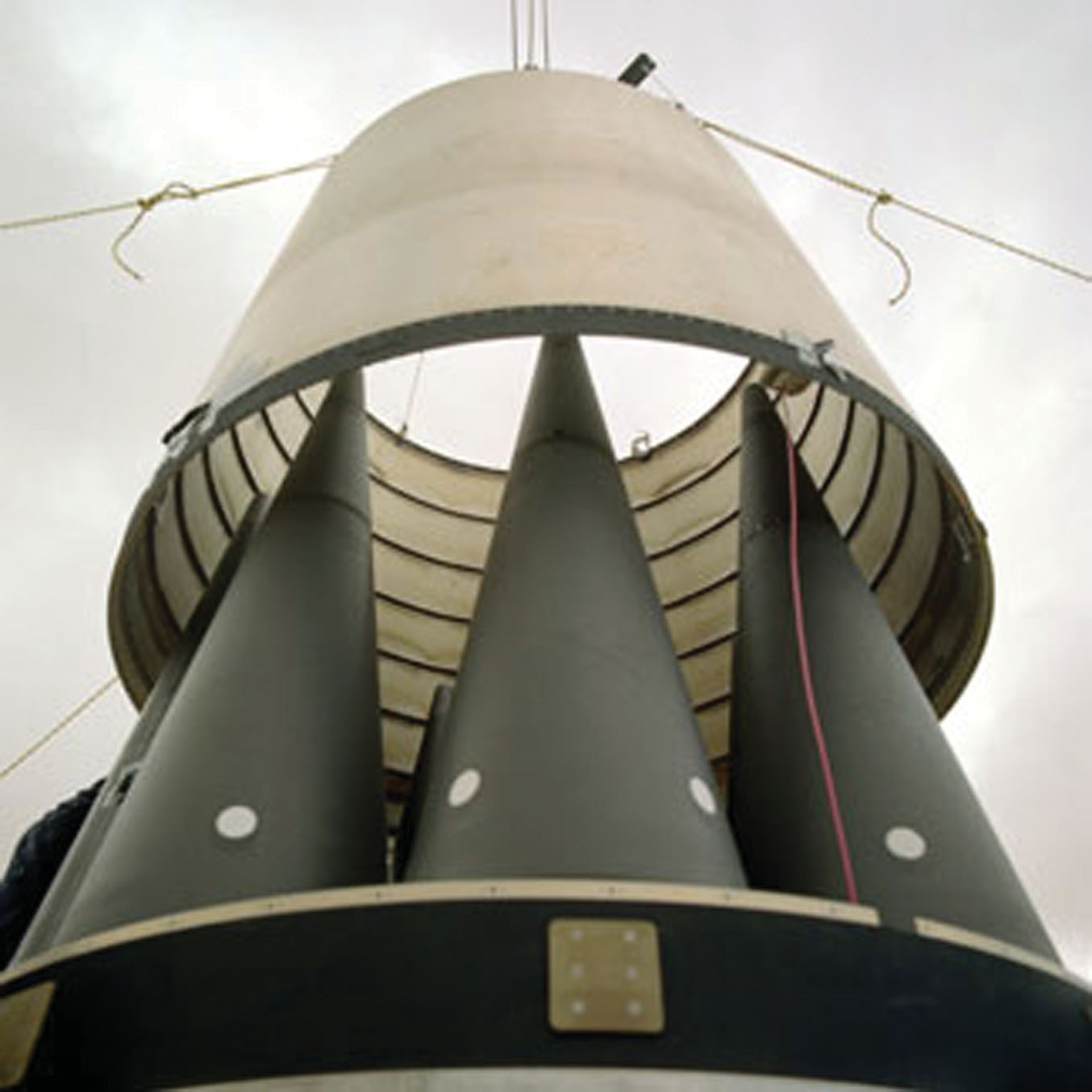
Термоядерные боеголовки W87

W87 — американский термоядерный заряд. Создавалась для использования в МБР «Миротворец» (англ. Peacekeeper). С 1986 по 2005 годы было развёрнуто 50 таких ракет (по 10 боевых блоков на каждой). С 2007 года, после снятия с боевого дежурства ракет MX/Peacekeeper, 250 боеголовок W87 было установлено на ракеты LGM-30G Minuteman-III и еще 250 хранится в резерве.

## Описание
Разработка боеголовки W87 началась в Ливерморской национальной лаборатории в феврале 1982 года. Серийно производилась с июля 1986 по декабрь 1988 на Роккифлэтском атомном заводе в Голдене близ Денвера, штат Колорадо, компанией Rockwell International по заказу Комиссии по атомной энергии США. Предполагается, что W87 во многом сходна с боеголовкой W88, несмотря на то, что последняя была создана в Лос-Аламосской национальной лаборатории.
Мощность базовой версии боеголовки W87 mod.0 составляет 300 кТ. В ноябре 1987 была начата разработка более мощного варианта Mod 1 (предположительно за счёт использования более обогащённого урана) с мощностью 475 кТ. Эта боеголовка должна была использоваться в моноблочной боевой части МБР MGM-134A Midgetman. В связи с прекращением разработки ракеты, все работы по варианту Mod 1 были прекращены в июле 1988 года.
В 2019 г. разработка W87 Mod 1 была возобновлена в рамках работ по перспективной МБР LGM-35 Sentinel.

### Хронология разработки и производства
| Дата         | Событие                                                     |
| ------------ | ----------------------------------------------------------- |
| Февраль 1982 | Началась разработка в Ливерморской национальной лаборатории |
| Октябрь 1983 | Начало технологической подготовки производства              |
| Апрель 1986  | Произведена первая боеголовка                               |
| Июль 1986    | Начало серийного производства                               |
| Ноябрь 1987  | Началась разработка W87 Mod.1                               |
| Июль 1988    | Разработка W87 Mod.1 заморожена                             |
| Декабрь 1988 | Окончание серийного производства                            |
| Январь 2019  | Возобновление разработки W87 Mod.1                          |

## Конструкция
Боеголовка W87 

- 1. Первичный пусковой заряд ("Триггер")
- 2. Вторичный заряд
- 3. "Корпус-толкатель": корпус капсулы, по форме арахиса, направляющий рентгеновские лучи от первичного заряда к вторичному
- 4. Пластмасса-наполнитель "корпуса-толкателя"
- 5. Бустер ёмкости с тритием
- A. Инициирующий заряд взрывчатки
- B. Плутоний-239
- C. Тритий и Дейтерий (газовая смесь)
- D. Дейтерид лития-6
- E. Инициатор из урана-235
- F. Обжимающий заряд из урана-235
- G. Корпус из урана-238[источник не указан 1725 дней]

Боезаряд W87 сделан по двухступенчатой схеме Теллера-Улама. Она размещена в боевом блоке Mk-21 и составляет с ним единое целое (поэтому правильное обозначение W87/Mk-21). Боевой блок Mk-21 состоит из алюминиевого каркаса, покрытого графит-эпоксидным композитом. Носок боевого блока выполнен из углерод-углеродного композита. Боезаряд размещен в центре боевого блока.
Меры безопасности, примененные на W87:
- механическое предохранительное устройство англ. Mechanical arm/safe device - MSAD) в первичном заряде;
- повышенная противопожарная безопасность:
  - использование в первичном заряде взрывчатки с повышенной температурой детонации;
  - огнеупорная изоляция первичного заряда;
  - теплозащита плутониевого ядра первичного заряда (заряд покрыт бериллием, защита позволяет выдерживать нагрев до 1000 градусов Цельсия в течение нескольких часов);

Боевой блок оснащен двумя взрывателями - контактным и дистанционным. Основной взрыватель - контактный. Расположен в носовой части боевого блока. Взрыватель имеет функцию таймера - срабатывает по временной задержке заданной ИНС ракеты. Дистанционный - радиовзрыватель, расположенный в хвостовой части блока за боезарядом. Радиовзрыватель имеет 4 антенны и работает в двух режимах в S-диапазоне (длина волны 15,77-19,35 см). Опции подрыва:
- высотный воздушный
- средневысотный
- маловысотный
- околоповерхностный
- поверхностный (контактный)

| Характеристика                   | Значение            |
| -------------------------------- | ------------------- |
| мощность                         | 300 Кт              |
| масса боеголовки                 | 220—260 кг          |
| длина                            | 1,75 м (68,9 дюйма) |
| диаметр в районе хвостовой части | 0,55 м (21,8 дюйма) |
| угол раствора конуса             | 16,4 градуса        |
| КВО (в составе ракеты LGM-118    | 90 метров           |
| количество произведенных         | 525                 |

## Эксплуатация
Первые 10 ракет MX с сотней боевых блоков W87 заступили на боевое дежурство на авиабазе Уоррен (англ. Warren AFB, штат Вайоминг) 22 декабря  1986 года. Первоначальными планами предусматривалось производство 1000 W87 - по 10 боевых блоков на каждой из 100 ракет MX. Однако производство ракет MX было ограничено 50 единицами. Поэтому производство W87 остановили после выпуска 525 штук. Часть из боеголовок произведена по модификации Alt 323. Размещение ракет закончено в декабре 1988 года.
По договору СНВ-2 последняя из ракет MX снята с дежурства 19 сентября 2005 года, а боеголовки W87 помещены в хранилище. В связи с истечением сроков эксплуатации боеголовок W62, размещенных на ракетах LGM-30G Minuteman-III, было принято решение о перевооружении этих ракет на боеголовки W87. Каждая ракета должна вооружаться только одной новой боеголовкой. Программа получила название "Safety Enhanced Reentry Vehicle" (SERV). В рамках этой программы боеголовки W87 проходят модернизацию по программе "Life Extension Program" (LEP). Целью этой программы является продление срока эксплуатации боеголовки на 30 лет, что позволит поддерживать группировку ракет LGM-30G Minuteman-III как минимум до 2030 года.
Размещение первых боеголовок W87 на ракетах LGM-30G Minuteman-III начато на авиабазе «Уоррен» после летных испытаний в 2005 году. По состоянию на апрель 2009 года произошла полная замена боеголовок W62 на W87.  Планами предусмотрено начать замещение и боеголовок W78. К 2013 году планировалось произвести установку по одной боеголовке W87 на всех 300 ракетах LGM-30G Minuteman-III на авиабазах «Уоррен» (штат Вайоминг) и «Мальмстрём» (англ. Malmstrom AFB штат Монтана). 150 ракет на авиабазе «Минот» (англ. Minot AFB, штат Северная Дакота) продолжат дежурство с боеголовками W78. На дежурстве находятся 250 боеголовок.
Работы по программе продления эксплуатации осуществлялись сначала на заводе по производству ядерного оружия «Пэнтекс» в Амарилло, штат Техас, компанией Mason & Hanger-Silas Mason Co. (вошедшей в состав American Ordnance LLC), а затем были переданы на Канзасский атомный завод (KCP) в Канзас-Сити, штат Канзас, компанией Honeywell Federal Manufacturing & Technologies. Также в программе работ по продлению эксплуатации ЯБЧ был задействован Центр национальной безопасности Y-12 в пригороде Ок-Ридж, штат Теннесси, обслуживаемый Tennessee Eastman Company.

## Внешние ссылки
- Страница о W87 на сайте nuclearweaponsarchive.org (англ.)
- Страница о W87 на сайте о ядерном оружии (перевод статьи с сайта nuclearweaponsarchive.org)
- Страница о W87 на сайте globalsecurity.org (англ.)